# Obadja
Obadja är en profet i judendomens Neviim ("profeterna") och kristendomens Gamla Testamente vars namn och verksamhet nämns i en bok med samma namn. Boken är i sin tur del av den så kallade Tolvprofetsboken som avslutar Gamla testamentet i den protestantiska kanon. Med sina 21 verser är boken den kortaste i hela Gamla testamentet.
Mycket litet är känt om Obadja då inga konungareferenser, eller ens hans släktled nämns i berättelsen, vilket annars är vanligt. På grund av detta är det osäkert exakt när profeten var verksam. Texten antyder dock att Jerusalem har blivit ödelagt (Ob. 12,13) och att israeliterna har blivit bortförda (Ob. 20). I Bibel 2000 står det i Ob. 20 att israeliterna hade blivit bortförda till Halach, som var ett område i norra Mesopotamien dit vissa israeliter deporterades av assyrierna. Grundtextens egentliga innebörd är dock obegriplig, vilket lämnar utrymme för spekulationer. Vissa menar att det är troligt att texten syftar på Jerusalems (och Judas) fall år 587 f.Kr.

## Budskap
Obadjas huvudbudskap handlar om dom över Edom. Folket i Edom anklagas för att inte ha ingripit när Jerusalem blev ödelagt, utan istället ställt sig på Judas fienders sida. 
Ett annat huvudtema, som för övrigt är återkommande i Tolvprofetsboken, är "Herrens dag". Denna dag benämns i Obadja som en dag då ens gärningar ska återvända till en: 
...Som du har handlat mot andra, så skall du själv behandlas, dina gärningar skall drabba dig själv. (Ob. 15, Bibel 2000)
Boken avslutas med ord om hopp och frälsning. På Sions berg ska en räddad skara bo och de bortförda ska återfå sitt land. (Ob. 16 ff).